# Richard A. Meserve

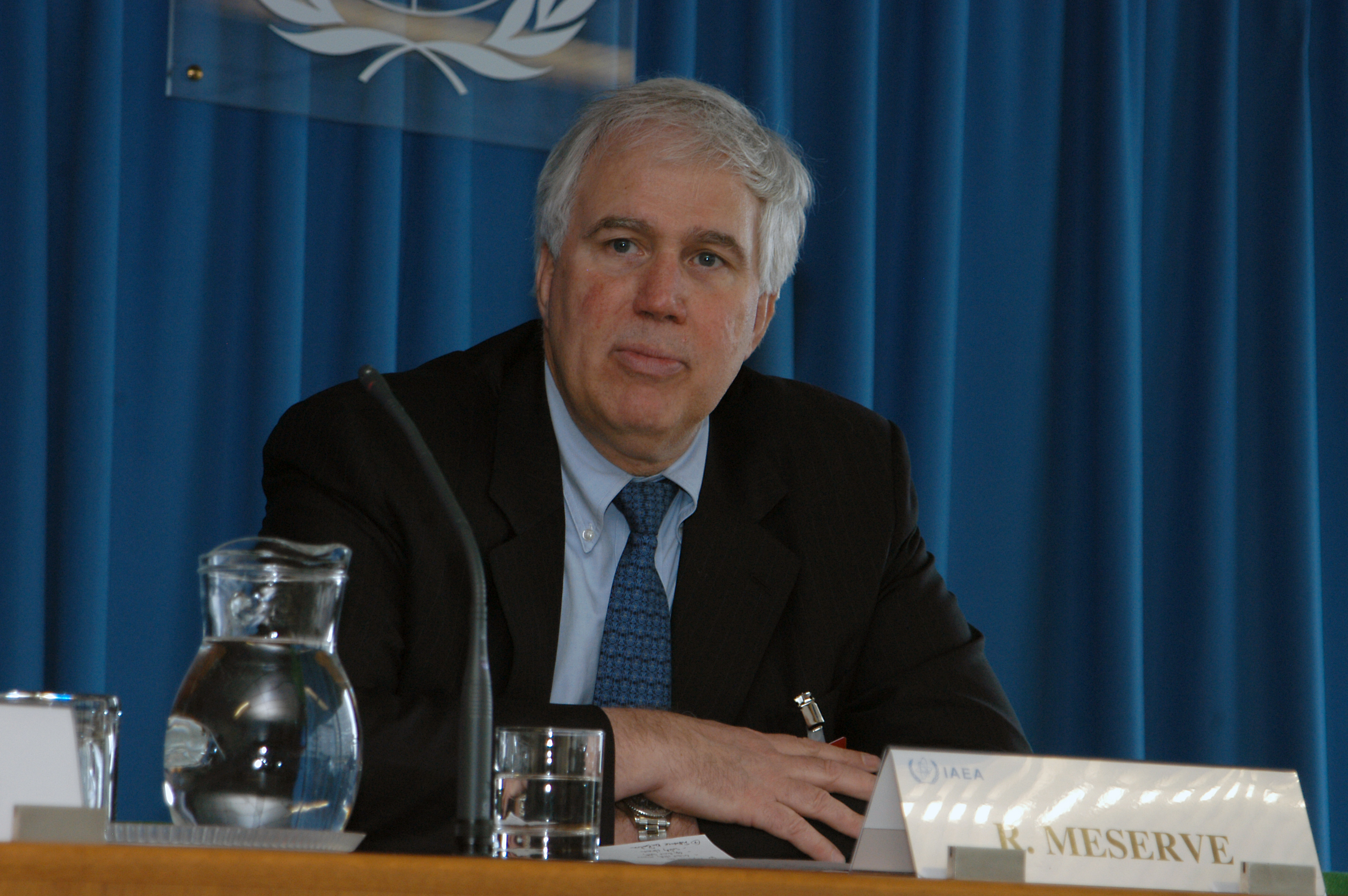
Richard A. Meserve

Richard Andrew Meserve (* 20. November 1944 in Medford, Massachusetts) ist ein US-amerikanischer Physiker, Wissenschaftsorganisator und Anwalt.

## Leben
Meserve studierte bis 1966 an der Tufts University mit einem Bachelor-Abschluss. 1975 erwarb er einen Doktorgrad an der Harvard Law School und wurde 1976 mit einer Arbeit zur angewandten Physik an der Stanford University promoviert (Ph.D.). Er spezialisierte sich früh auf Themen, die an der Schnittstelle von Recht einerseits und Wissenschaft bzw. Technologie andererseits von Bedeutung sind. Er arbeitete auf dem Gebiet des Umweltrechts, der atomrechtlichen Fragen der friedlichen Nutzung der Kernenergie und der Nichtweiterverbreitung von Kernwaffen. 1981 ging er zu der Anwaltskanzlei Covington & Burlington und wurde Partner dieser Kanzlei. Er war als Berater verschiedener nationaler Behörden und Institutionen sowie internationaler Organisationen tätig. So war er unter anderem Vorsitzender eines Komitees, das die Sicherung des Nuklearmaterials auf dem Gebiet der früheren Sowjetunion überprüfte.
Von 1999 bis 2003 war er Vorsitzender der Nuclear Regulatory Commission der USA und  anschließend von April 2003 bis August 2014 Präsident der Carnegie Institution for Science. Danach kehrte er zu Covington & Burling als Senior Of Counsel zurück.
1989 wurde Meserve zum Fellow der American Association for the Advancement of Science und der American Physical Society sowie 1994 zum Fellow der American Academy of Arts and Sciences gewählt. 2002 wurde er Mitglied der American Philosophical Society und 2003 der National Academy of Engineering. 2011 wurde er als auswärtiges Mitglied in die Russische Akademie der Wissenschaften aufgenommen. 2008 erhielt Meserve den AAAS Philip Hauge Abelson Prize. 2016 wurde ihm der mehrfarbige Orden der Aufgehenden Sonne am Band verliehen.

## Schriften (Auswahl)
- Richard A. Meserve et al.: Realizing the Promise of Fusion Energy: Final Report of the Task Force on Fusion Energy, August 1999. In: Journal of Fusion Energy. Band 18, Nr. 2, 1999, S. 85–96.
- Richard A. Meserve: Global warming and nuclear power. In: Science. Band 303, Nr. 5657, 2004, S. 433, doi:10.1126/science.303.5657.433.
- Richard A. Meserve: The global nuclear safety regime. In: Daedalus. Band 138, Nr. 4, 2009, S. 100–111, doi:10.1162/daed.2009.138.4.100.